# Ludmiła Przemyślidka (zm. 1240)
Ludmiła Przemyślidka (ur. ok. 1170; zm. 4 sierpnia 1240 w Landshut) – księżniczka czeska, księżna bawarska.
Ludmiła była córką czeskiego księcia Fryderyka i jego żony Elżbiety. W 1184 poślubiła hrabiego Adalberta (Alberta) von Bogen (1165-1197). Miała z nim trzech synów, na których wygasła linia hrabiów von Bogen:
- Berthold IV (zm. 1218, poległ), hrabia Bogen, poślubił Kunigundę von Hirschberg
- Adalbert IV (zm. 1242), hrabia Bogen, poślubił Richizę von Dillingen
- Diepold (zm. 1219), duchowny w Ratyzbonie

W 1204 Ludmiła poślubiła księcia Ludwika I Bawarskiego, dawnego wroga jej pierwszego męża. Dzięki temu małżeństwu Ludwik zyskał pomoc kuzyna żony króla czeskiego Przemysła Ottokara I przeciw Babenbergom.
Ludwik był dobrym ojcem dla dzieci Ludmiły z jej pierwszego małżeństwa. Po bezpotomnej śmierci Adalberta IV hrabstwo Bogen przypadło jego przyrodniemu bratu Ottonowi. Należący do wiana Ludmiły Královský hvozd powrócił w 1273 do Czech.
Ludmiła miała z drugiego małżeństwa jednego syna:
- Ottona II Bawarskiego, (1206-1253)

Ludmiła założyła w 1232 klasztor Seligenthal, w którym mieszkała po śmierci męża i została pochowana.